# Pareronia phocaea
Pareronia phocaea is een vlindersoort uit de familie van de Pieridae (witjes), onderfamilie Pierinae.
Pareronia phocaea werd in 1861 beschreven door C. & R. Felder.